# 1-2-Switch
1-2-Switch es un juego de socialización desarrollado y publicado por Nintendo para Nintendo Switch, el cual fue lanzado en todo el mundo el 3 de marzo de 2017. El juego utiliza los controladores Joy-Con, con jugadores mirándose cara a cara jugando a varios minijuegos.

## Sistema de Juego
1-2-Switch es un juego de socialización en el que jugadores normalmente no miran qué está pasando en la pantalla, sino que juegan escuchando los efectos de sonido y usando las funcionalidades de los Joy-Con para jugar a varios juegos diferentes. Presenta 28 minijuegos diferentes, la mayoría de dos jugadores, cada cual utiliza un Joy-Con y a menudo mira cara a cara al otro jugador durante gameplay. Aparte de vídeos para cada juego, los jugadores mayoritariamente confían solo en las pistas de audio y la vibración HD de los Joy-Con para indicar cómo están jugando a cada juego.

### Minijuegos
- Desafío Roquero: los jugadores tienen que utilizar su Joy-Con como si tocaran una guitarra de aire al ritmo de música de rock.
- Bebé: Jugado en el modo portátil de Switch, los jugadores tienen que mecer un bebé llorando para que se duerma y ponerlo abajo suavemente sin despertarlo.
- Conteo de Pelotas: Utilizando la vibración HD del Joy-Con, los jugadores tienen que adivinar cuántas pelotas están rodando dentro de una caja. Ellos vuelcan el controlador en la palma de su mano. Los jugadores pueden ocultar su suposición, impidiendo su adversario de escoger el mismo número a automáticamente y acabar el juego en empate.
- Béisbol: Un jugador escoge entre dos elecciones de pitching, y el otro intenta que los jugadores lleguen a la base.
- Bandera Playera: Los jugadores corren en el sitio para ser el primero para alcanzar una bandera. El controlador vibra cuándo están en la ubicación de la bandera, y levantan el controlador para levantar la bandera.
- Práctica de Boxeo: los jugadores siguen instrucciones sobre qué puñetazo deben ejecutar, y el jugador más rápido en efectuar un puñetazo preciso recibe un punto.
- ¡Copia la Pose!: Cada jugador se turna para hacer tres poses de baile, y el otro jugador copia las poses al ritmo de la música. Los jugadores puntúan en función de la exactitud, energía, tiempo y poses.
- A tu ritmo: Ambos jugadores tienen que bailar libremente al mismo ritmo. La música a veces para brevemente, entonces los bailarines tienen que aguantar su posición.
- Atracón: Un juego de un jugador solo qué hace uso de la cámara de movimiento del Joy-Con derecho. Los jugadores aguantan el controlador a escasa distancia de su boca y hace el movimiento de morder para comer tantos emparedados virtuales como puedan dentro del plazo máximo.
- Gatillo Mentiroso: Una versión alternativa del sorteo Rápido que presenta música alterna, un tema de noche, y palabras como "vuelo" y "fútbol" dicho antes que "fuego", para burlar los jugadores a disparar temprano y ser descalificados.
- Gorila: Los jugadores golpean su pecho en un ritmo dado y tan rápido como puedan.
- Giro Controlado: los jugadores colocan el Joy-Con en una superficie y tomar él en vueltas a cuidadosamente ascensor y rotan el Joy-Con sin sacudir demasiado. La vibración HD y el audio alertan el jugador si están a punto de fallar una vuelta, con el jugador dado 5 vibraciones antes de que fallen. El ganador es la persona en la que los tres puntos haya logrado tener mayor ángulo.
- La Ordeña: los jugadores tienen que utilizar los gestos y pulsar el botón concreto para ordeñar una vaca virtual, con el objetivo de llenar más jarras que su adversario.
- Platillos Giratorios: los jugadores tienen que utilizar sus Joy-Con para mantener un establo de plato imaginario, les teniendo que girar si el equilibrio está perdido.
- El Gatillo más rápido: Pareciéndose a un sorteo rápido Occidental, ambos jugadores tienen que señalar sus controladores hacia abajo y, a recibir la orden de disparar, tiene que apuntar su controlador y disparar antes de su adversario.
- Pasarela de Modas: Los jugadores escuchan pistas musicales y hacen poses dinámicas como en una pasarela.
- La Caja Fuerte: los jugadores tienen que correr para abrir arriba de un seguro por torcer los Joy-Con para girar un dial, parando atención a golpes del controlador.
- Entrenamiento de Samurái: Un jugador hace una espada elevada que balancea movimiento mientras el otro jugador da un aplauso en su controlador, como si cogían la espada con sus manos. Los jugadores toman él en vueltas hasta que un jugador falla para coger la espada de su adversario.
- Afeitada a Ciegas: los jugadores utilizan los Joy-Con como navajas eléctricas, corriendo para ser el primer a completamente afeitar sus barbas virtuales.
- Bandera Marinera: los jugadores escuchan la voz de un hombre y de una mujer. Los jugadores tienen que seguir las instrucciones de la voz de la mujer mientras hacer el opuesto de la voz del hombre.
- Dados con Maña: Basado encima los dados del mentiroso, los jugadores utilizan su Joy-Con como taza y dados. Los jugadores pueden sacudir los controladores agitando los dados, y pueden re-enrollar a 3 tiempo. Cuándo las tazas son volteadas, el jugador con el número más alto en sus dados gana. Aun así, cuando el número en los dados de un jugador solo pueden ser detectado por el opposing jugador a través de vibración, los jugadores pueden intentar a risco su adversario, burlándoles a sacudir su taza y acabando con un número más bajo.
- Burbujas Inquietas: los jugadores agitan un Joy-Con que representa una botella de refresco y pasarlo alrededor, apuntando a no ser el aguantándolo cuándo el corcho inevitablemente revienta.
- Duelo de Espadas: los jugadores utilizan los Joy-Con como espadas, aguantando abajo los botones de gatillo a guardia y liberándolo y balanceando el controlador para atacar. Los jugadores pueden guardia contra una huelga vertical por balancear horizontalmente, y viceversa.
- Tenis de mesa: Un juego de tenis de la mesa en qué jugadores tiene que escuchar a audio rítmico cues para pegar atrás un ping pong pelota. Los jugadores pueden actuar lobs y choques para alterar el flujo e intentar echar de su adversario.
- Teléfono: los jugadores colocan su Joy-Con en una superficie y tiene que ser el primer para elegir el suyo arriba cuándo los anillos de teléfono. A veces, están dados un tono concreto para el teléfono y otros suenan para hacer fallar a los jugadores.
- El cofre del Tesoro: Jugadores rotan el Joy-Con para desenredar las cadenas que rodean un cofre del tesoro.
- Hechiceros: los jugadores utilizan los Joy-Con como varitas de Magia, utilizando gestos y contadores para empujar atrás una viga de chocar de mágico. El juego está empezado por agitar los Joy-Con en movimientos circulares por encima de la cabeza del jugador, y entonces los jugadores tienen que empujar para mover la energía más cercana a su adversario. Empujando inmediatamente después de vuestros resultados de adversario en un contador, el cual mueve la energía más allá que un normal empujado.
- Zen: los jugadores aguantan una pose dada con los Joy-Con sentando en sus manos, intentando para quedarse tan quieto como sea posible.

## Desarrollo
Después de que Nintendo anunció el juego en el evento de Nintendo Switch en enero de 2017, Nintendo mostró seis minujuegos al público. El juego era también desvelado para mostrar las capacidades de los Joy-Con, domo la vibración HD y la Cámara de Movimiento.

## Recepción

### Prelanzamiento
Hasta el lanzamiento de su tráiler inicial, varios comentaristas compararon el juego a WarioWare. Ben Skipper del International Business Times toma nota de las insinuaciones sexuales del juego.
La decisión para de Nintendo para lanzar el juego por separado del sistema fue criticado por varios comentaristas, argumentando que el juego estaría mejor como pack, de modo parecido a Wii Sports. Cory Arnold de Destructoid criticó la carencia de un modo de un jugador, y dijo que los minijuegos eran peor que los incluidos en Wii Deportes, argumentando que carecen de cualquier clase de progresión.

### Lanzamiento
1-2-Switch ha recibido "revisiones mixtas o" medias, según la web Metacritic.